# 小行星3231
小行星3231（3231 Mila）是一颗围绕太阳公转的小行星。1972年9月4日，柳德米拉·朱拉夫寥娃在克里米亚发现了此天体。
該小行星以蘇聯女子花式滑冰運動員柳德米拉·帕克霍莫娃命名。
这颗小行星的绝对星等为53.97290938868464等。